# Episodi de La legge del Far West
La prima e unica stagione della serie televisiva La legge del Far West (Temple Houston) è andata in onda negli Stati Uniti dal 19 settembre 1963 al 2 aprile 1964 sulla NBC.
| nº | Titolo originale            | Prima TV USA      | Titolo italiano | Prima TV Italia |
| -- | --------------------------- | ----------------- | --------------- | --------------- |
| 1  | The Twisted Rope            | 19 settembre 1963 |                 |                 |
| 2  | Find Angel Chavez           | 26 settembre 1963 |                 |                 |
| 3  | Letter of the Law           | 3 ottobre 1963    |                 |                 |
| 4  | Toll the Bell Slowly        | 17 ottobre 1963   |                 |                 |
| 5  | The Third Bullet            | 24 ottobre 1963   |                 |                 |
| 6  | Gallows in Galilee          | 31 ottobre 1963   |                 |                 |
| 7  | The Siege at Thayer's Bluff | 7 novembre 1963   |                 |                 |
| 8  | Jubilee                     | 14 novembre 1963  |                 |                 |
| 9  | Thunder Gap                 | 21 novembre 1963  |                 |                 |
| 10 | Billy Hart                  | 28 novembre 1963  |                 |                 |
| 11 | Seventy Times Seven         | 5 dicembre 1963   |                 |                 |
| 12 | Fracas at Kiowa Flats       | 12 dicembre 1963  |                 |                 |
| 13 | Enough Rope                 | 19 dicembre 1963  |                 |                 |
| 14 | The Dark Madonna            | 26 dicembre 1963  |                 |                 |
| 15 | The Guardian                | 2 gennaio 1964    |                 |                 |
| 16 | Thy Name Is Woman           | 9 gennaio 1964    |                 |                 |
| 17 | The Law and Big Annie       | 16 gennaio 1964   |                 |                 |
| 18 | Sam's Boy                   | 23 gennaio 1964   |                 |                 |
| 19 | Ten Rounds for Baby         | 30 gennaio 1964   |                 |                 |
| 20 | The Case for William Gotch  | 6 febbraio 1964   |                 |                 |
| 21 | A Slight Case of Larceny    | 13 febbraio 1964  |                 |                 |
| 22 | Last Full Moon              | 27 febbraio 1964  |                 |                 |
| 23 | The Gun That Swept the West | 5 marzo 1964      |                 |                 |
| 24 | Do Unto Others, Then Gallop | 19 marzo 1964     |                 |                 |
| 25 | The Town That Trespassed    | 26 marzo 1964     |                 |                 |
| 26 | Miss Katherine              | 2 aprile 1964     |                 |                 |

## The Twisted Rope
- Prima televisiva: 19 settembre 1963

### Trama
- Guest star: Paul Newlan, Collin Wilcox Paxton (Dorris Chevenix), Victor Jory (Claude Boley), Anthony D. Call (Chevenix Brother), Booth Colman, Richard Evans (Chevenix Brother), Bill Zuckert

## Find Angel Chavez
- Prima televisiva: 26 settembre 1963

### Trama
- Guest star: Woodrow Parfrey (Fred Bell), Anna Navarro (Donna Lennox), Rafael Campos (Angel Chavez), Linda Dangcil (Maria), Gene Evans (Sam Clanton), Herbert Rudley (Paul Lennox)

## Letter of the Law
- Prima televisiva: 3 ottobre 1963

### Trama
- Guest star: Jan Stine (Prue Harrod), Brenda Scott (Ruth), James Anderson (Vint Harrod), Crahan Denton (giudice Brandon), Victor French (Willie Harrod), Hayden Rorke (Pinkley), H. M. Wynant (Jered Mallory)

## Toll the Bell Slowly
- Prima televisiva: 17 ottobre 1963

### Trama
- Guest star: Rusty Lane (Poag), Susan Kohner (Ellena Romolo), Noah Beery Jr. (Bailey), James Bell (dottor Davis Carter), Walter Burke (Potts), Royal Dano (sceriffo Smiley), Robert Foulk (O'Garrick), Leo Gordon (Charles Grimm), Everett Sloane (Daniel Forbes)

## The Third Bullet
- Prima televisiva: 24 ottobre 1963

### Trama
- Guest star: George Petrie (Newton Fountain), Anne Helm (Francie), Parley Baer (sceriffo Beckman), Don Beddoe (Simpson), Hampton Fancher (Jim Stocker), Frank Sutton (Logan Stocker)

## Gallows in Galilee
- Prima televisiva: 31 ottobre 1963

### Trama
- Guest star: Jacqueline Scott (Kate Hagadorn), Ralph Reed (Roy Julian), Tol Avery (Ed Bascombe), Elisha Cook Jr. (John Alvorsen), Richard Grant (Ainslee Priest), Dabbs Greer (Marshal Cloud), Robert Lansing (giudice Galen Stanke), Bob Steele (Yeager)

## The Siege at Thayer's Bluff
- Prima televisiva: 7 novembre 1963

### Trama
- Guest star: Nina Shipman (Mary Bannerman), William Reynolds (Paul Bannerman), E.J. André (giudice Diversey), Robert Bray (Hal Kester), John Cliff (Joe Joyce), Shug Fisher (Augie Wren), Yvonne Gilbert (ragazza), Russell Thorson (Red Gilman)

## Jubilee
- Prima televisiva: 14 novembre 1963

### Trama
- Guest star: Ian Wolfe (giudice Farnley), Peter Whitney (Cletus Emory), Paul Birch (Matt Clendennon), William Bramley (Ford Conley), Eddie Firestone (Tobe Gillard), Virginia Gregg (Elizabeth Clendennon), William Kerwin (Jon), Dub Taylor (Cliff Willard), Morgan Woodward (sceriffo Ivers)

## Thunder Gap
- Prima televisiva: 21 novembre 1963

### Trama
- Guest star: Diana Millay (Marcey Bannister), Harry Lauter (sceriffo Macon), Robert Colbert (Tom Bannister), Richard Garland (Jess Newmark), Brad Weston (Lew Sykes)

## Billy Hart
- Prima televisiva: 28 novembre 1963

### Trama
- Guest star: Rhys Williams (giudice Curry), Philip Ober (Bert Clarke), Pat Cardi (Billy Hart), Russ Conway (Henry Hart), Audrey Dalton (Amy Hart), Ron Hayes (Lambert), Dorothy Konrad (Emma Bryant), Art Koulias (impiegato), Len Lesser (Orley Baldwin), Jon Lormer (Matt Turner), George N. Neise (Amos Tromp), James Nusser (Flytrap), Joan Swift (donna)

## Seventy Times Seven
- Prima televisiva: 5 dicembre 1963

### Trama
- Guest star: Dan Stafford (Fritz Bergen), Simon Scott (sceriffo Hab Martin), James Almanzar (Nate Hollister), Marshall Bradford (giudice), Susanne Cramer (Helmi Bergen), Sam Edwards (barista), Tom Holland (Lee Bates), Steve Ihnat (Ben Wade), Walter Mathews (pubblico ministero), Charles H. Radilak (Gustav Bergen), Robert Rothwell (Joe Shivers), Karl Swenson (Sam Wade)

## Fracas at Kiowa Flats
- Prima televisiva: 12 dicembre 1963

### Trama
- Guest star: Robert Phillips (guardia con il fucile), J. Pat O'Malley (Joshua C. Merry), Kathie Browne (Meredith Nothing), Jonathan Hole (T.T. Teague), Barry Kelley (colonnello Jim Shepard), Hanna Landy (Kate), Dayton Lummis (colonnello Bob Grainger), Ralph Neff (Two Finger Bill), Jean Willes (Doll Lucas)

## Enough Rope
- Prima televisiva: 19 dicembre 1963

### Trama
- Guest star: Walter Sande (McGee), Ed Prentiss (Burton), James Chandler (cittadino), Steve Condit (Sammy), John Dehner (sindaco Benedict Williams), Tim Graham (Fred Jackson), John Harmon (Crane), Ruta Lee (Lucy Tolliver), Kenneth MacDonald (Election Officer), Ron Soble (Fowler)

## The Dark Madonna
- Prima televisiva: 26 dicembre 1963

### Trama
- Guest star: Penny Santon (Senora Ortega), Stacy Harris (Cliff Carteret), Nick Alexander (Juan Ortega), Don Collier (Seth Warrener), Constance Ford (Lily Lamont), Johnny Seven (Rio)

## The Guardian
- Prima televisiva: 2 gennaio 1964

### Trama
- Guest star: Sammy Jackson (Sodbuster), Gregory Irvin (Robert Ballard), John Archer (Adam Ballard), Robert Emhardt (Owen Judd), Julie Parrish (Maggie Ballard)

## Thy Name Is Woman
- Prima televisiva: 9 gennaio 1964

### Trama
- Guest star: Patricia Blair (Leslie Hale), Charles Lane (Amos Riggs)

## The Law and Big Annie
- Prima televisiva: 16 gennaio 1964

### Trama
- Guest star: Norman Alden (Carlton Owens), Carol Byron (Marian Carter)

## Sam's Boy
- Prima televisiva: 23 gennaio 1964

### Trama
- Guest star: Richard Tretter (Jake Harvey), Kenneth Tobey (Dan Powers), William Bryant (Cy Morgan), William Fawcett (Billy Rogers), Douglas Fowley (Doc Webb), Don Kennedy (Ike Hobbs), Kenneth MacDonald (rappresentante giuria), Charles Seel (Henry Hicks), Herb Vigran (Wak)

## Ten Rounds for Baby
- Prima televisiva: 30 gennaio 1964

### Trama
- Guest star: Van Williams (Joey Baker), William Phipps (Sandy Dale), Hal Baylor (Con Morgan), Anne Francis (Kate Fitzpatrick), Zeme North (Baby Dale), Dave Willock (Speedy Jackson)

## The Case for William Gotch
- Prima televisiva: 6 febbraio 1964

### Trama
- Guest star: Denver Pyle (Phineas Fallon), Erin O'Donnell (Laura Jean), Ray Danton (Martin Royale), Richard Jaeckel (Coley), Gordon Wescourt (Bryce)

## A Slight Case of Larceny
- Prima televisiva: 13 febbraio 1964

### Trama
- Guest star: Larry Ward (Harry Cobb), Vito Scotti (Pancho Blanca), Carol Byron (Marian Carter), Charles Watts (Paul Hillings)

## Last Full Moon
- Prima televisiva: 27 febbraio 1964

### Trama
- Guest star: Vaughn Taylor (colonnello Grove), Abraham Sofaer (Chief Last Full Moon), John A. Alonzo (Long Maned Pony), Charles Bateman (Bowman), Edward Colmans (Two Suns), Charles Lane (Amos Riggs), Pilar Seurat (Bluebird), Larry Ward (Harry Cobb)

## The Gun That Swept the West
- Prima televisiva: 5 marzo 1964

### Trama
- Guest star: John Dehner (Jed Dobbs), Michael Pate (Nat Cramer), Sherwood Price (Dan Sheldon)

## Do Unto Others, Then Gallop
- Prima televisiva: 19 marzo 1964

### Trama
- Guest star: Grace Lee Whitney (Tangerine O'Shea), Claude Stroud (Murdock), William Bramley (Gus Finney), Ken Mayer (Sam), Robert McQueeney (Robert Sangster), Paul Smith (Grover Clippett), Adam Williams (Harmony Brown)

## The Town That Trespassed
- Prima televisiva: 26 marzo 1964

### Trama
- Guest star: Martin West (Lawson), Claude Stroud (Murdock), Robert Adler (cittadino), Sheldon Allman (Cutter), Parley Baer (Claude Spanker), Richard Collier (Mr. Huckabee), Robert Conrad (Martin Purcell), Dal Jenkins (Wade), Walter Sande (sindaco), Connie Stevens (Charity Simpson), Dave Willock (Speedy Jackson)

## Miss Katherine
- Prima televisiva: 2 aprile 1964

### Trama
- Guest star: Simon Scott (Henry Rivers), Paula Raymond (Miss Katherine), John Baer (Frank McGuire), Anthony Costello (tenente Greeley), Sammy Jackson (Wick), Donald Losby (Tommy Rivers), John Lupton (Sinclair), David McMahon (Doc Burgess), Robert Phillips (soldato Keller), Richard X. Slattery (sergente Smathers)